# Neftqaz-ARDNŞ Baku
Neftqaz-ARDNŞ Baku – azerski klub piłkarski, mający siedzibę w stolicy kraju, mieście Baku, działający w latach 1997–1999.

## Historia
Chronologia nazw:
- 1997: Dalğıc Bakı FK
- 1998: Dalğıc-ARDNŞ Bakı FK
- 1999: Neftqaz-ARDNŞ Bakı FK (ros. «Нефтегаз-ГНКАР» Баку)
- 1999: klub rozwiązano

Klub sportowy Dalğıc Bakı FK został założony w miejscowości Baku w 1997 roku. Zespół występował w rozgrywkach lokalnych. W sezonie 1998/99 zakwalifikował się do najwyższej ligi, zwanej Yüksək Liqa. Klub pozyskał bogatego sponsora, Państwową kompanie naftową Republiki Azerbejdżanu (azer. Azərbaycan Respublikası Dövlət Neft Şirkəti - ARDNŞ, ros. Государственная нефтяная компания Азербайджанской Республики - ГНКАР, ang. State Oil Company of Azerbaijan Republic - SOCAR), po czym 1 września 1998 przyjął nazwę Dalğıc-ARDNŞ Bakı FK. Na początku 1999 klub został przemianowany na Neftqaz-ARDNŞ Bakı FK. Debiutowy sezon zakończył na ostatniej 14.pozycji. Jednak po rezygnacji sponsoringu ze strony ARDNŞ, klub zrezygnował z kolejnych rozgrywek i został rozwiązany.

## Barwy klubowe, strój
|  |  |

Klub ma barwy biało-czarne. Strój jest nieznany.

## Sukcesy

### Trofea międzynarodowe
Nie uczestniczył w rozgrywkach europejskich (stan na 31-05-2019).

### Trofea krajowe
| \| \| Zdobyte trofea w rozgrywkach Azerbejdżanu (stan na: 31-05-2019) \| |                                                                 |      |          |
| Rozgrywki                                                                | Osiągnięcie                                                     | Razy | Sezon(y) |
| Mistrzostwo                                                              | I miejsce                                                       | 0    |          |
| Mistrzostwo                                                              | II miejsce                                                      | 0    |          |
| Mistrzostwo                                                              | III miejsce                                                     | 0    |          |
| Mistrzostwo                                                              | 14.miejsce                                                      | 1    | 1998/99  |
| Puchar                                                                   | zdobywca                                                        | 0    |          |
| Puchar                                                                   | finalista                                                       | 0    |          |
| Puchar                                                                   | 1/8 finału                                                      | 1    | 1998/99  |
| II liga                                                                  | I miejsce                                                       | 0    |          |
| II liga                                                                  | II miejsce                                                      | 0    |          |
| II liga                                                                  | III miejsce                                                     | 0    |          |
| Azerbejdżan                                                              | Zdobyte trofea w rozgrywkach Azerbejdżanu (stan na: 31-05-2019) |      |          |

## Poszczególne sezony

### Rozgrywki międzynarodowe

#### Europejskie puchary
Nie uczestniczył w rozgrywkach europejskich.

### Rozgrywki krajowe
| \| Azerbejdżan \| Bilans występów klubu w rozgrywkach piłkarskich Azerbejdżanu (Stan na 31 maja 2019 r.) \| \| |                                                                                        |        |       |   |   |   |    |    |     |         |        |        |      |
| Poziom | Rozgrywki                                                                              | Sezony | Mecze | Z | R | P | B+ | B– | Pkt | Lata    | Awanse | Spadki | Naj. |
| I | Yüksək Liqa                                                                            | 1      |       |   |   |   |    |    |     | 1998/99 | 0      | 1      | 14   |
| II | Birinci Dəstə                                                                          | 0      |       |   |   |   |    |    |     |         |        |        |      |
| | Puchar Azerbejdżanu                                                                    | 1      |       |   |   |   |    |    |     | 1998/99 | 0      | 0      | 1/8  |
| Azerbejdżan | Bilans występów klubu w rozgrywkach piłkarskich Azerbejdżanu (Stan na 31 maja 2019 r.) |        |       |   |   |   |    |    |     |         |        |        |      |

## Struktura klubu

### Stadion
Klub piłkarski rozgrywał swoje mecze domowe na stadionie im. İsməta Qayıbova w Baku o pojemności 4000 widzów.

## Kibice i rywalizacja z innymi klubami

### Derby
- ANS Pivani Baku
- Bakılı Baku
- Dinamo Baku
- Neftçi PFK
- OIK Baku
- Şəfa Baku